# Милорадович Микола Дмитрович
Милорадович Микола Дмитрович (нар. 1 грудня 1833, Київ — пом. 1883) — статський радник, керуючий палатою державного майна Катеринославської губернії.

## Біографія
22 вересня 1862 року обраний маршалком дворянства Катеринославського повіту. Поручник.
24 вересня 1865 р. обраний маршалком дворянства Катеринославського повіту на друге триріччя, штабс-капітан.
Після того, як К. П. Шабельський у 1864 році зняв з себе повноваження та виїхав з губернії, став виконувачем обов'язків губернського маршалка. Втім кандидатура Миколи Милорадовича була тимчасовою і не бажаною для дворян через те, що він був зятем відкупника майора Щербакова Г. І.